# رغل شوكي
رغل شوكي (الاسم العلمي: Atriplex spinifera) هو نوع نباتي يتبع جنس الرغل من فصيلة القطيفية.